# 警州
警州，唐朝、五代十国时设置的州。
唐昭宗景福元年（892年），朔方节度使韩逊奏请分灵州定远县之地为警州，以县东南的警山为名，隶属于朔方节度使，治所在宁夏回族自治区平罗县西南姚伏镇附近。五代后梁、后唐沿置，后晋天福七年（942年）废警州改威肃军。